# Ліо (Франція)
Ліо́ (фр. Lyaud) — муніципалітет у Франції, у регіоні Овернь-Рона-Альпи, департамент Верхня Савоя. Населення — 1756 осіб (01.01.2021).
Муніципалітет розташований на відстані близько 420 км на південний схід від Парижа, 145 км на північний схід від Ліона, 60 км на північний схід від Ансі.

## Економіка
2010 року серед 957 осіб працездатного віку (15—64 років) 786 були активними, 171 — неактивною (показник активності 82,1%, у 1999 році було 73,5%). З 786 активних мешканців працювало 738 осіб (385 чоловіків та 353 жінки), безробітними було 48 (27 чоловіків та 21 жінка). Серед 171 неактивної 61 особа була учнем чи студентом, 73 — пенсіонерами, 37 були неактивними з інших причин.

У 2010 році в муніципалітеті числилось 550 оподаткованих домогосподарств, у яких проживали 1565,0 особи, медіана доходів виносила 24 985 євро на одного особоспоживача